# Cuora mouhotii
Cuora mouhotii là một loài rùa trong họ Emydidae. Loài này được Gray mô tả khoa học đầu tiên năm 1862.

## Phạm vi địa lý
C. mouhotii xuất hiện ở Miến Điện , Trung Quốc , Ấn Độ , Lào và Việt Nam ,  và cả ở Bhutan và Thái Lan . 
1. ↑  Fritz, U. and P. Havaš. (2007). Checklist of chelonians of the world. Vertebrate Zoology 57(2) 149-368.
2. ↑  “Cuora mouhotii”. Truy cập ngày 1 tháng 6 năm 2013.

## Mô tả
Mai trên của rùa hộp có sừng ( mai ) có ba đường gờ lớn, nhô cao và có răng cưa ở đầu sau. Lớp vỏ bên dưới ( plastron ) là những biến thể khác nhau của màu nâu, từ nâu nhạt đến nâu đậm. Hàm trên khỏe, trong khi mõm ngắn và cong. Bàn chân chỉ có một phần màng, cho thấy lối sống trên cạn thay vì dưới nước.
Rùa hộp có sừng đực và cái có thể được phân biệt bằng màu mắt cũng như móng của chúng. Con đực thường có vuốt dài và dày hơn con cái, và mắt có màu đen hoặc nâu. Con cái thường có vuốt ngắn hơn, mỏng hơn và mắt có màu cam hoặc đỏ.
 Tư liệu liên quan tới Cuora mouhotii tại Wikimedia Commons